# Siemens
Pour les articles homonymes, voir Siemens (homonymie).
Siemens (prononcé en allemand : /ˈziːmɛns/) est un conglomérat allemand spécialisé dans les secteurs de l'énergie, de la santé, de l'industrie et du bâtiment. Il a été fondé en 1847 par Werner von Siemens. Le groupe, dont le siège est à Munich, est le premier employeur privé d'Allemagne et la plus grande société d'ingénierie (en termes d'effectifs) en Europe.

## Histoire

### Avant la Première Guerre mondiale

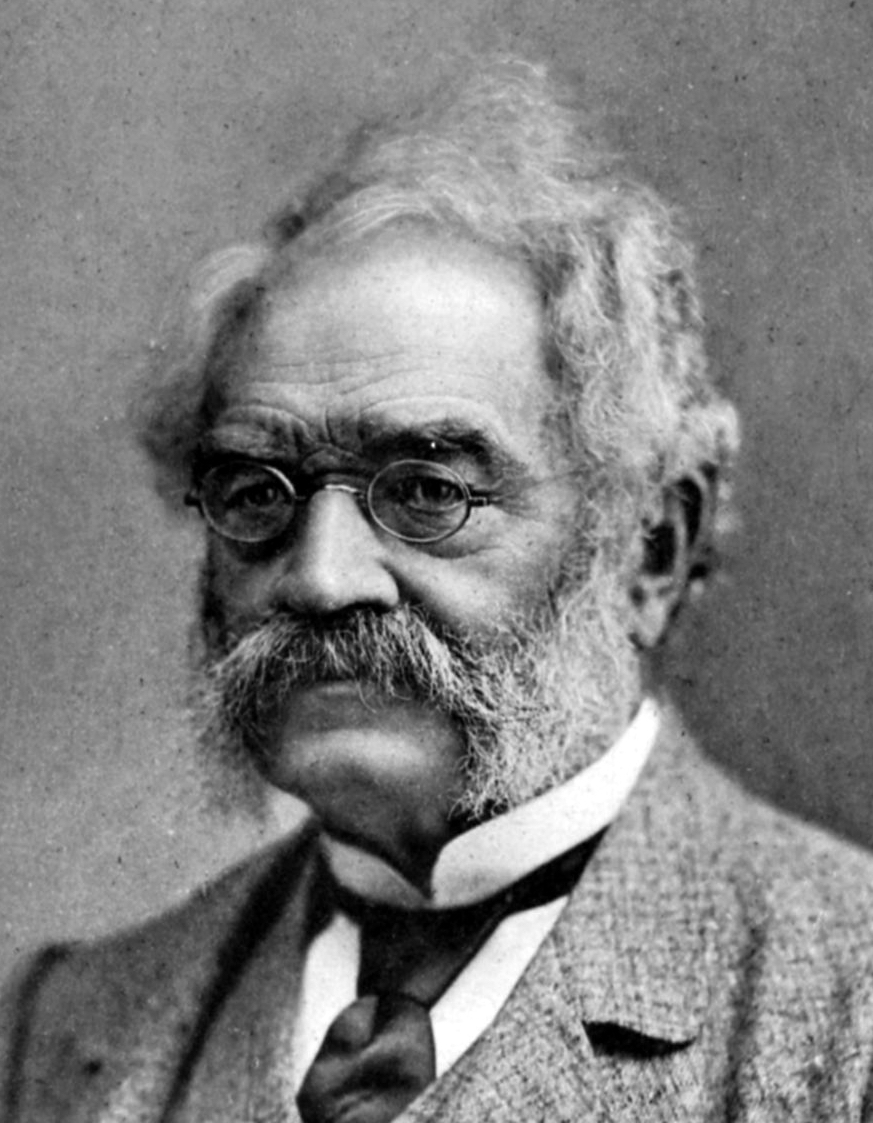
Werner von Siemens.

En 1847, Werner von Siemens révolutionne la télégraphie en améliorant grandement le « télégraphe à index électrique. » Le 1er octobre 1847, sur la base de cette invention, il fonde avec son ami Johann Georg Halske (1814–1890) et son cousin Johann Georg Siemens (1805–1879), l'entreprise Telegraphen Bau-Anstalt von Siemens & Halske et installe le 12 octobre 1847 le premier atelier au numéro 19 de la Schöneberg Strasse à Berlin. À la fin de l'année 1848, le petit atelier compte déjà dix employés.

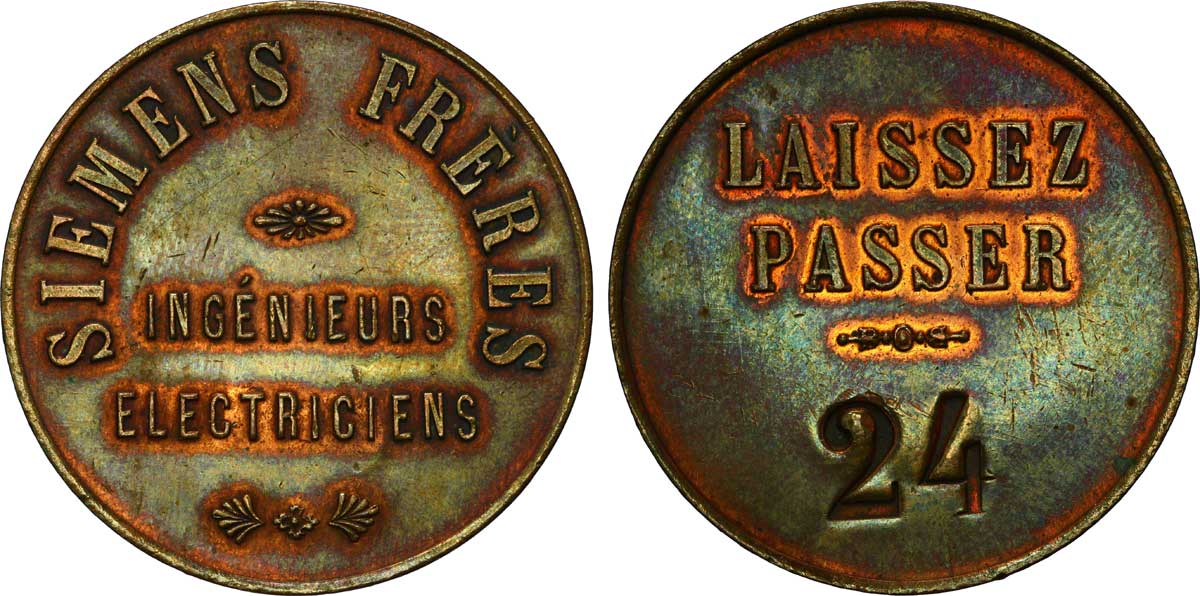
Laisser passer en cuivre rouge de l'entreprise Siemens. Fondation en 1878 à Paris de « Siemens Frères - Ingénieurs Électriciens » Installations 11, rue de Châteaudun puis 8, rue Picot et 181, rue de la Pompe, filiale de Siemens Allemagne.

En 1848, Siemens construit la première ligne de télégraphe électrique à longue distance en Europe, s'étendant sur 500 km de Berlin à Francfort-sur-le-Main. En 1850, son jeune frère, Carl Wilhelm Siemens, ouvre un bureau de représentation à Londres. Dans les années 1850, la société participe à la construction d'un réseau de télégraphe à longue distance en Russie. En 1855, une branche de l'entreprise ouvre à Saint-Pétersbourg, dirigée par un autre frère, Carl Heinrich von Siemens (en).
En 1866, Werner Siemens découvre les principes de la dynamo-électrique.
En 1881, un alternateur à courant alternatif Siemens, entraîné par une turbine hydraulique, est utilisé pour alimenter le premier éclairage urbain à Godalming, au Royaume-Uni. La compagnie continue de croître et se diversifie dans les motrices électriques et les lampes à incandescence.
En 1888, Werner Siemens est anobli et s'appelle désormais Werner von Siemens[réf. nécessaire].
En 1890, le fondateur se retire et laisse les rênes de la compagnie à son frère Carl et à ses enfants Arnold et Wilhelm[réf. nécessaire].
En juillet 1897, l’entreprise devient une société anonyme (SA) opérant sous le nom Siemens & Halske AG.
En 1907 et en 1911, Siemens pose les câbles téléphoniques reliant la France et l'Angleterre, à partir d'Audresselles. Ces câbles sont encore en parfait état, car protégés de l'oxydation.

### Pendant la Première Guerre mondiale

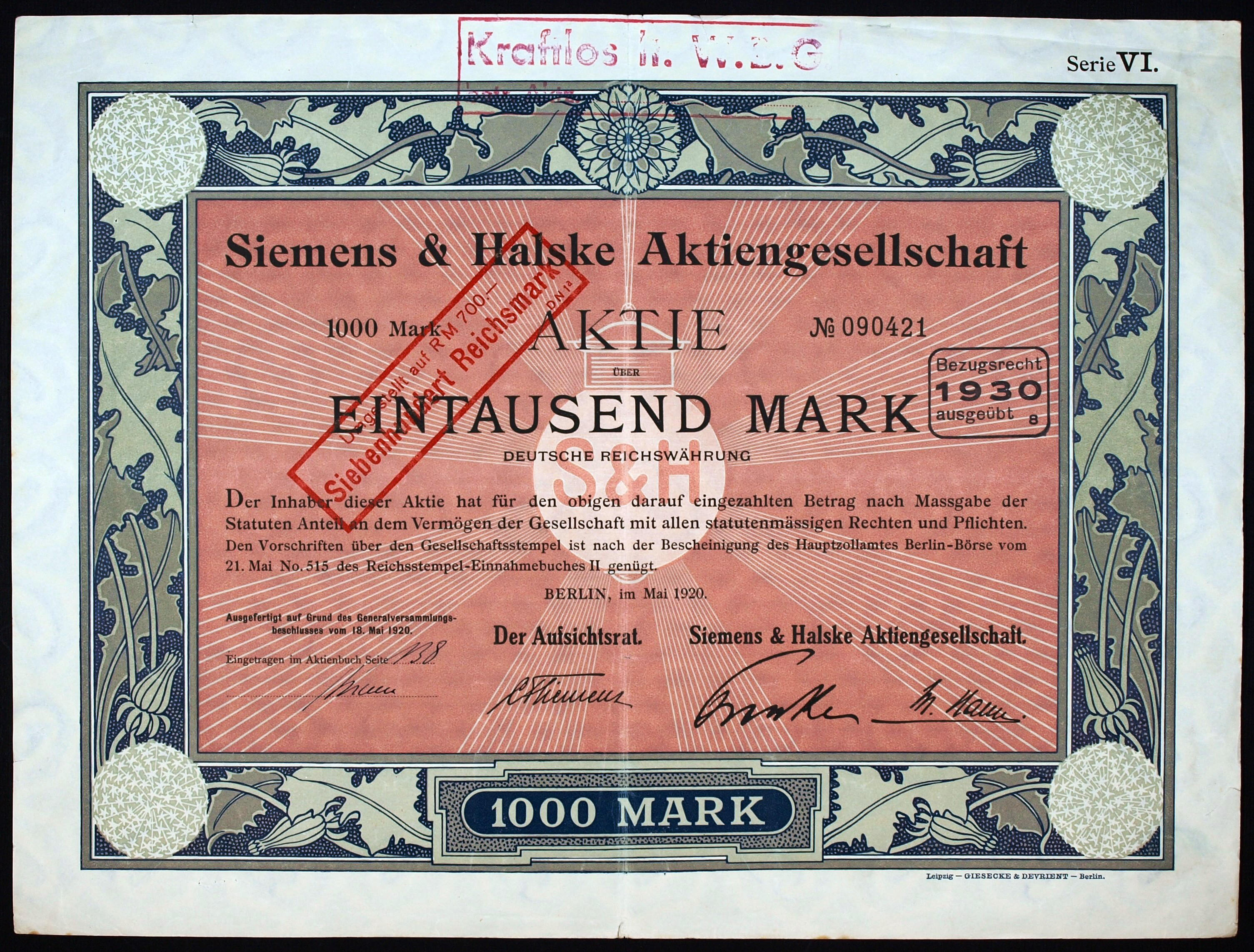
Action de la Siemens & Halske AG, de mai 1920.

Deux filiales de Siemens, Siemens-Schuckert et Siemens & Halske, collaborent pour réaliser une série de chasseurs dont le plus connu est le Siemens-Schuckert D.III. Siemens-Schuckert fabrique les cellules et Siemens & Halske fabrique les moteurs. Ces appareils à hautes performances ne réalisent toutefois pas la brillante carrière qu'on aurait pu espérer, en raison des problèmes de mise au point du moteur.

### Pendant le nazisme et la Seconde Guerre mondiale
Lors de la montée en puissance d'Adolf Hitler en 1932, Siemens est l'une des premières grandes entreprises allemandes à investir des fonds dans sa campagne. Siemens, à compter de 1934, fournit aux autorités nazies les premiers exemplaires modernes d'appareils Télex, qui serviront notamment aux organes de répression allemande à transmettre les ordres d'arrestations des opposants aux nazis puis les ordres de déportations des populations juives et des résistants dans l'Europe occupée par les forces nazies, entre 1939 et 1945.
Dans le cadre du projet nazi de « l'extermination par le travail », Siemens employait de la main-d'œuvre puisée parmi les déportés. Elle possédait une usine au sein même du camp de concentration et d'extermination d'Auschwitz (Auschwitz-Birkenau),. Selon Marcel Tuchman, rescapé d'Auschwitz, il s'agissait de travail forcé, mais cela lui a sauvé la vie.

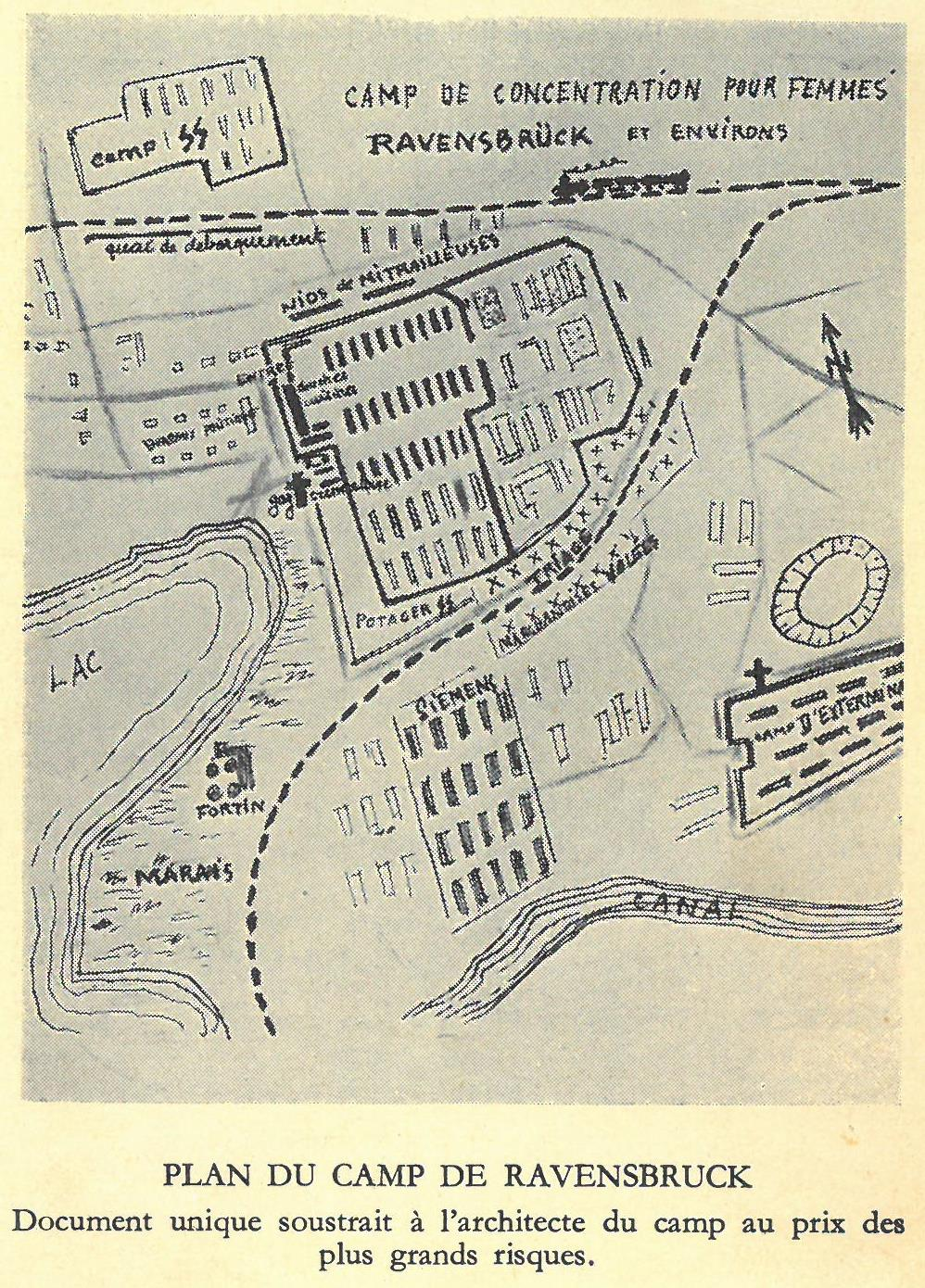
Plan du camp de Ravensbrück.

En face du camp de concentration de Ravensbrück, une immense usine Siemens exploitait le travail forcé des détenues. Durant la Seconde Guerre mondiale l'entreprise Siemens située dans la ville de Graz en Autriche s'appelait « Simmering Graz und Paucker A.G. » et elle employait les prisonniers de guerre français que le gouvernement de Vichy fournissait aux nazis pour le travail dans les usines, usines dont les travailleurs allemands étaient mobilisés en tant que combattants au sein de l'armée allemande sur le front russe.

### Après la Seconde Guerre mondiale
Le 28 janvier 1972, Siemens crée le consortium Unidata, projet européen destiné à permettre dans les années 1970 l'émergence d'une grande industrie informatique européenne à l'identique d'Airbus dans l'aéronautique. Les compétences des trois participants étaient valorisées : la Compagnie internationale pour l'informatique (CII) recevait la maîtrise d'œuvre de l'architecture des machines et le logiciel, la technologie électronique revenait à Philips et Siemens se chargeait des périphériques mécaniques. Siemens vendait alors des machines de la société RCA, qui venait d'être obligée d'abandonner l'informatique, pénalisée par la décision d'IBM d'infléchir sa politique de compatibilité de l'IBM 360 tout en cassant les prix.
Valéry Giscard d'Estaing élu président en 1974 mit fin au projet en 1975 : la France dénonça unilatéralement l'accord Unidata et CII fusionna avec Honeywell-Bull. Philips ne revint plus jamais dans l'informatique et Siemens rejoignit Fujitsu, pour ensuite devenir un des grands constructeurs mondiaux, même si sa filiale Nixdorf sera affaiblie par la montée en puissance des ordinateurs UNIX à la fin des années 1980.

### Années 1990
En 1991, Siemens rachète Nixdorf Computer AG.
En octobre 1997 aux États-Unis, un groupe de survivants de l'Holocauste ou Shoah intente une action commune en justice (class action) contre des sociétés allemandes célèbres pour leur participation aux exactions durant le régime nazi. Le 24 septembre 1998, la BBC News reporte que Siemens lançait une vaste collecte de fonds en compensation aux survivants des mesures anti-juives menées de 1935 à 1945. La démarche est contestée par d'anciennes déportées, qui refusent d'être considérées comme de simples travailleuses qu'on aurait oublié de payer. Elles demandent que Siemens reconnaisse qu'elles étaient des esclaves. Lorsque d'anciennes déportées de Ravensbrück demandent que la somme d'indemnisation soit versée collectivement pour l'entretien du musée qu'elles avaient ouvert dans l'ancien camp, Siemens refuse.
Peu de temps après, Volkswagen, qui était aussi poursuivi, a annoncé la création d'un système de compensation similaire à celui de Siemens.

### Années 2000
Au cours des années 2000, Siemens s'est recentré sur ses activités principales. Il a vendu son activité d'analyse des matériaux par rayons X à son compatriote Bruker en 1997, cédé en Bourse son activité semi-conducteurs en 2000 (Infineon), vendu son activité téléphones mobiles au taïwanais BenQ en 2005, regroupé ses activités de réseaux de télécommunications mobiles avec celles du finlandais Nokia en 2006, cédé son activité équipements automobiles Siemens VDO à son compatriote Continental AG en 2007, vendu sa filiale de hardware informatique au japonais Fujitsu en 2009, vendu son activité de services informatiques au français Atos Origin en décembre 2010, vendu son activité centrales nucléaires à Areva en avril 2011, et envisage de céder en Bourse une partie de son activité éclairage Osram à l'automne 2011.
Le 18 juin 2006, Nokia et Siemens annoncent la fusion de leurs activités de réseaux de télécommunication, donnant ainsi naissance à un géant mondial : Nokia Siemens Networks.
Le 24 janvier 2007, la Commission européenne, représentée par la commissaire à la Concurrence Nelly Kroes, a condamné Siemens ainsi que neuf autres entreprises opérant dans le secteur des appareillages de commutation pour entente illégale qui viole les règles des traités européens. Siemens a été condamnée à verser une amende de 418 millions d'euros au budget européen.
Le 29 novembre 2007, le groupe Siemens emploie 430 000 salariés à travers le monde. En juillet 2008, le groupe annonce la suppression de 16 750 emplois dans le monde pour répondre à ses objectifs de réduction des coûts.
En décembre 2008, Siemens est condamnée, par les justices fédérales américaine et allemande, à payer une amende totale de 980 millions d'euros pour corruption et lacunes dans son contrôle de gestion,.

### Années 2010
Le 7 octobre 2010, Siemens remporte la commande de dix trains à grande vitesse auprès de la compagnie ferroviaire transmanche Eurostar. Fin 2010, le groupe Siemens emploie 405 000 salariés à travers le monde. Présent dans 190 pays, il réalise un chiffre d’affaires de 75,978 milliards d’euros. En décembre 2010, Siemens vend sa filiale Siemens IT Solutions and Services (SIS) à la SSII française Atos Origin pour 850 millions d'euros, et crée la plus importante SSII d'Europe dont Siemens détient 15 %.
Siemens annonce en avril 2011 la cession de sa part de 34 % dans le capital d'Areva NP, filiale du fabricant de centrales électriques nucléaires français Areva. Cette participation était issue du rapprochement des activités nucléaires de l'allemand avec Framatome en janvier 2001. Cette transaction ouvre la voie à Siemens pour une nouvelle coopération dans les centrales nucléaires, cette fois avec le russe Rosatom. En avril 2011, Siemens annonce la commande de trois cents trains à grande vitesse ICx par la Deutsche Bahn, à livrer d'ici 2030, pour environ six milliards d'euros. Siemens est actuellement le numéro trois mondial des trains à grande vitesse avec 214 rames en circulation dans le monde en 2010, derrière Alstom (611 rames en circulation) et Hitachi-Kawasaki (345). Siemens envisage d'introduire en Bourse à l'automne 2011 son activité éclairage Osram, numéro deux mondial de son secteur derrière Philips, mais devant General Electric. Osram, 4,7 milliards d'euros de chiffre d’affaires, appartient à Siemens depuis 1920. C'est la seule activité de Siemens n'en portant pas la marque. Le 18 septembre 2011, le groupe annonce qu'il renonce à ses activités dans le domaine du nucléaire civil pour se consacrer davantage aux productions d'énergies renouvelables. Cette annonce fait suite à la panique de la société civile et politique allemande au sujet des risques nucléaires et à la catastrophe de Fukushima.
Fin novembre 2012, Siemens rachète la filiale rail de Invensys pour 2,2 milliards d'euros, au même moment, Siemens annonce son retrait des secteurs du bagage, du tri postal et du colis,.
En 2013, Siemens annonce l'arrêt de sa filiale de production énergétique solaire, après l'échec de sa mise en vente. Le 1er juillet 2013, Siemens a annoncé vendre sa participation de 49,9 % dans Nokia Siemens Networks à Nokia pour 1,7 milliard d'euros,. En octobre 2013, Wood Group forme une coentreprise avec Siemens, en possédant 51 % de cette structure spécialisée dans les turbines à gaz.
En mai 2014, Siemens acquiert les activités de turbines à gaz de Rolls-Royce pour 950 millions d'euros. Siemens se restructure dans le même temps en neuf divisions au lieu des quatre activités sectorielles de Siemens. Les activités de santé deviennent autonomes au sein de Siemens sans être scindées. Les activités en audiologie sont scindées. Dans la foulée, Siemens annonce la suppression de 11 600 postes, liée à la réorganisation de l'entreprise. Cette annonce est ramenée à 7 800 emplois en février 2015. En juillet 2014, Siemens vend ses activités en microbiologie à Danaher pour un montant inconnu. En août 2014, Siemens vend son activité de management et de services informatiques pour le secteur de la santé à Cerner pour 1,3 milliard de dollars. En septembre 2014, Siemens acquiert l'entreprise américaine d'équipement parapétrolier Dresser-Rand pour 7,6 milliards de dollars, alors que celle-ci était engagée dans un processus de fusion avec l'entreprise suisse Sulzer. L'objectif est de préparer l'arrivée du gaz de schiste en Europe. Pour financer cette opération, Siemens vend sa participation de 50 % dans la coentreprise BSH Hausgeräte à Bosch pour trois milliards d'euros.
En mai 2015, Siemens annonce en plus de 7 800 suppressions d'emploi annoncé en 2014, la suppression de 4 500 autres postes. En août 2015, Siemens annonce de nouveaux investissements de plusieurs centaines de millions d’euros dans deux usines d’équipements pour l’éolien off-shore. Deux cents millions d’euros vont notamment être consacrés à une usine implantée à Cuxhaven (Allemagne), dont la mise en service est prévue mi-2017.
En janvier 2016, Siemens annonce l'acquisition de CD-adapco, une entreprise spécialisée dans les logiciels de simulation de produits d'ingénierie, pour environ un milliard de dollars. En juin 2016, Siemens et Gamesa annoncent la fusion des activités de Siemens dans l'éolien avec Gamesa, créant un nouvel ensemble détenu à 59 % par Siemens, qui lancera un dividende extraordinaire d'un milliard d'euros aux actionnaires de Gamesa,. En novembre 2016, Siemens annonce le rachat de Mentor Graphics pour 4,5 milliards de dollars.
Fin 2017 est annoncée la fusion d'Alstom avec la branche mobilité de Siemens, Siemens Mobility. La nouvelle entreprise prend le nom de Siemens-Alstom et Siemens en sera l'actionnaire majoritaire. En octobre 2017, Siemens vend sa participation de 17 % dans Osram, pour 1,2 milliard d'euros, il n'est alors plus actionnaire de cette dernière entreprise. En novembre 2017, Siemens annonce la restructuration de ses activités dans le secteur énergétique avec la suppression de 7 000 postes.
En mars 2018, Siemens introduit en bourse une participation de 15 % dans ses activités médicales sous le nom de « Siemens Healthineers », pour 4,2 milliards d'euros, valorisant l'ensemble de ses activités à environ 28 milliards d'euros. Fin 2018, la commission européenne doit statuer sur le mariage avec Alstom au début du mois de février 2019. Selon Bruno Le Maire, le ministre de l'économie français, « plus rien » ne s'oppose à la fusion entre les deux groupes. Début 2019, le projet est cependant rejeté par les autorités de la concurrence européenne. En juin 2019, Siemens annonce la suppression de 2 700 emplois dans sa division Power & Gas, division dont la scission est prévue avec le reste du groupe.

### Années 2020
En janvier 2020, Siemens annonce l'acquisition de C&S Electric, une entreprise indienne qui emploie cinq mille personnes, pour 267 millions d'euros. Fin septembre 2020, Siemens annonce la scission de sa division Siemens Energy dans une introduction en bourse d'une participation de 55 % qui a une valeur de l'ordre de 17 milliards d'euros. Au moment de cette scission, la filiale compte 91 000 employés. Siemens annonce qu'il souhaite à terme ne garder qu'une participation de 25 %. En octobre 2020, Siemens annonce la vente de Flender, qui emploie 8 600 personnes, au fonds d'investissement Carlyle Group pour environ deux milliards d'euros.
En août 2021, Siemens annonce l'acquisition de Sqills, une entreprise de logiciel spécialisée dans le chemin de fer, pour 550 millions d'euros. En février 2022, Siemens annonce la vente de sa filiale spécialisée dans le courrier et le colis à Koerber pour 1,15 milliard d'euros. Le même mois, Siemens annonce la vente à Valeo de sa participation dans sa coentreprise Valeo Siemens Automotive pour trois cents millions d'euros.
En 2024, Siemens remporte un appel d'offres portant sur 10 rames pour la ligne à grande vitesse qui devrait relier Los Angeles à Las Vegas d'ici 2028,. En octobre 2024, Siemens annonce l'acquisition pour 10,6 milliards de dollars d'Altair, une entreprise américaine de logiciel industriel.

## Activités

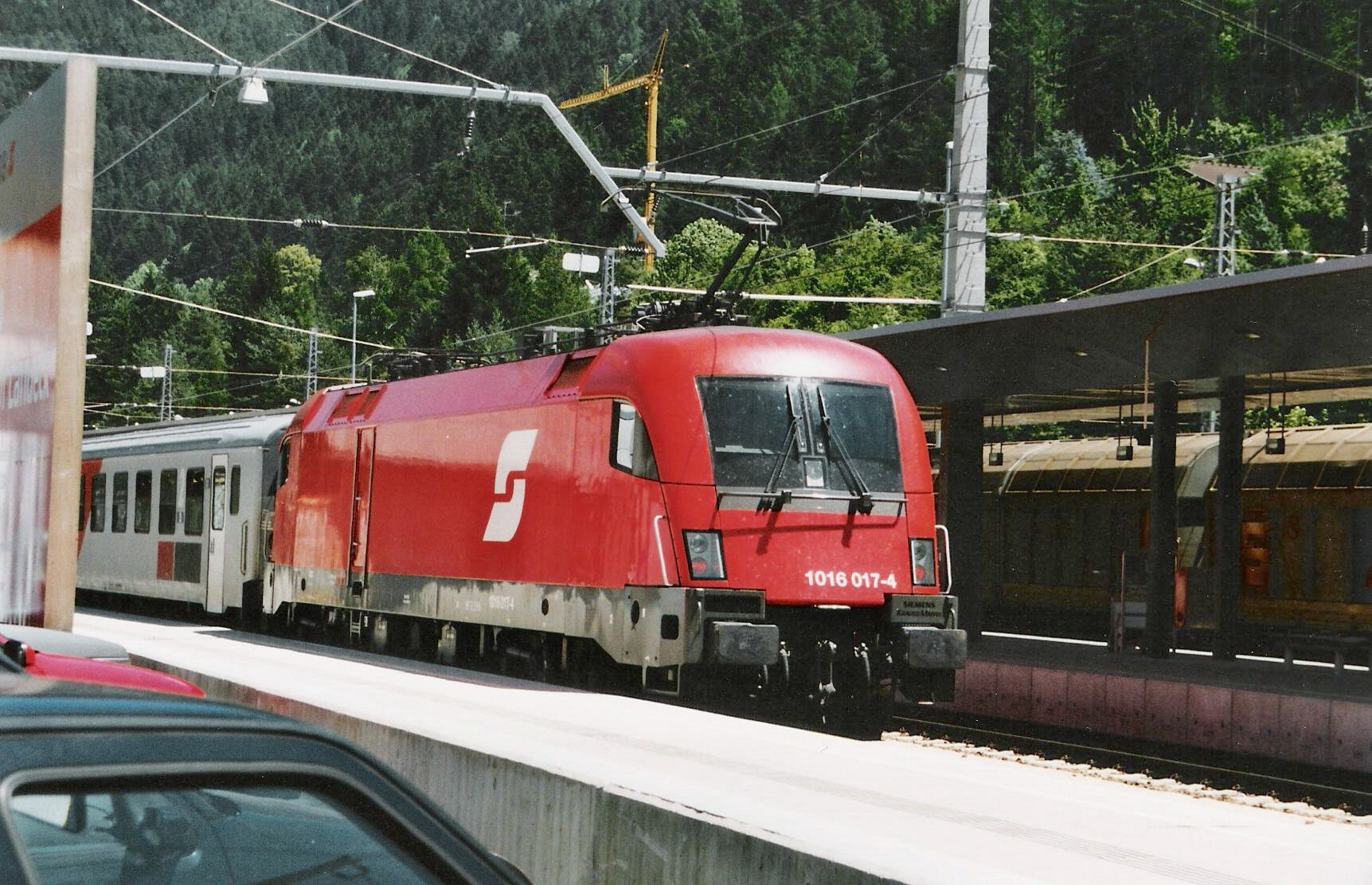
Locomotive Siemens, avec l'ancien logo de la ÖBB.

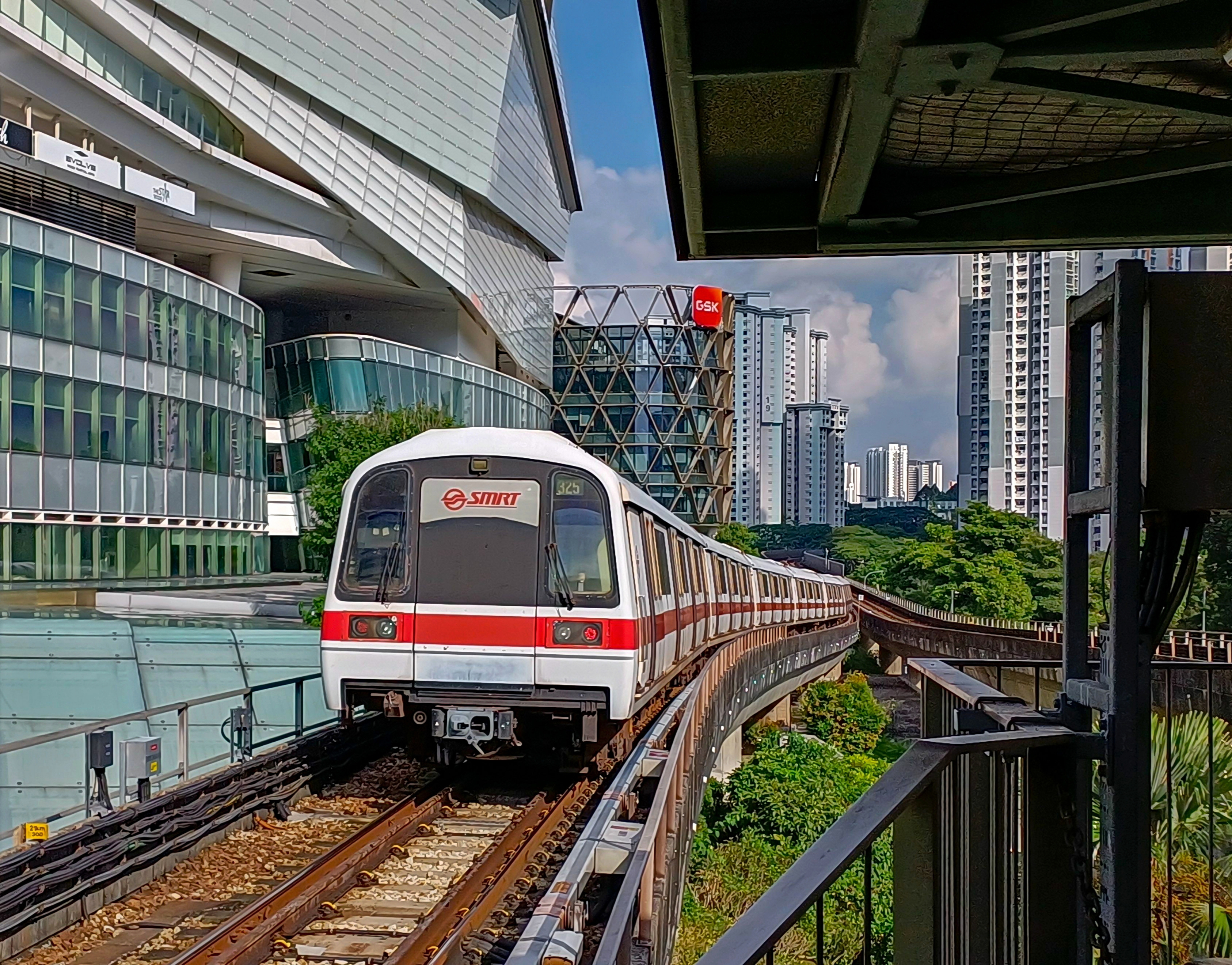
Train Siemens C651, Singapour

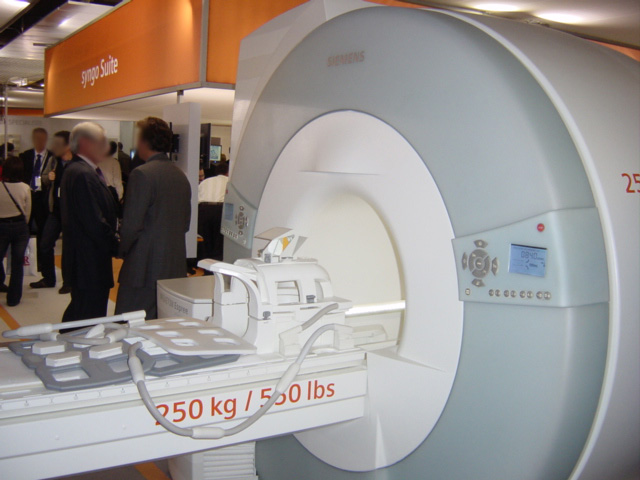
Un appareil IRM fabriqué par Siemens.

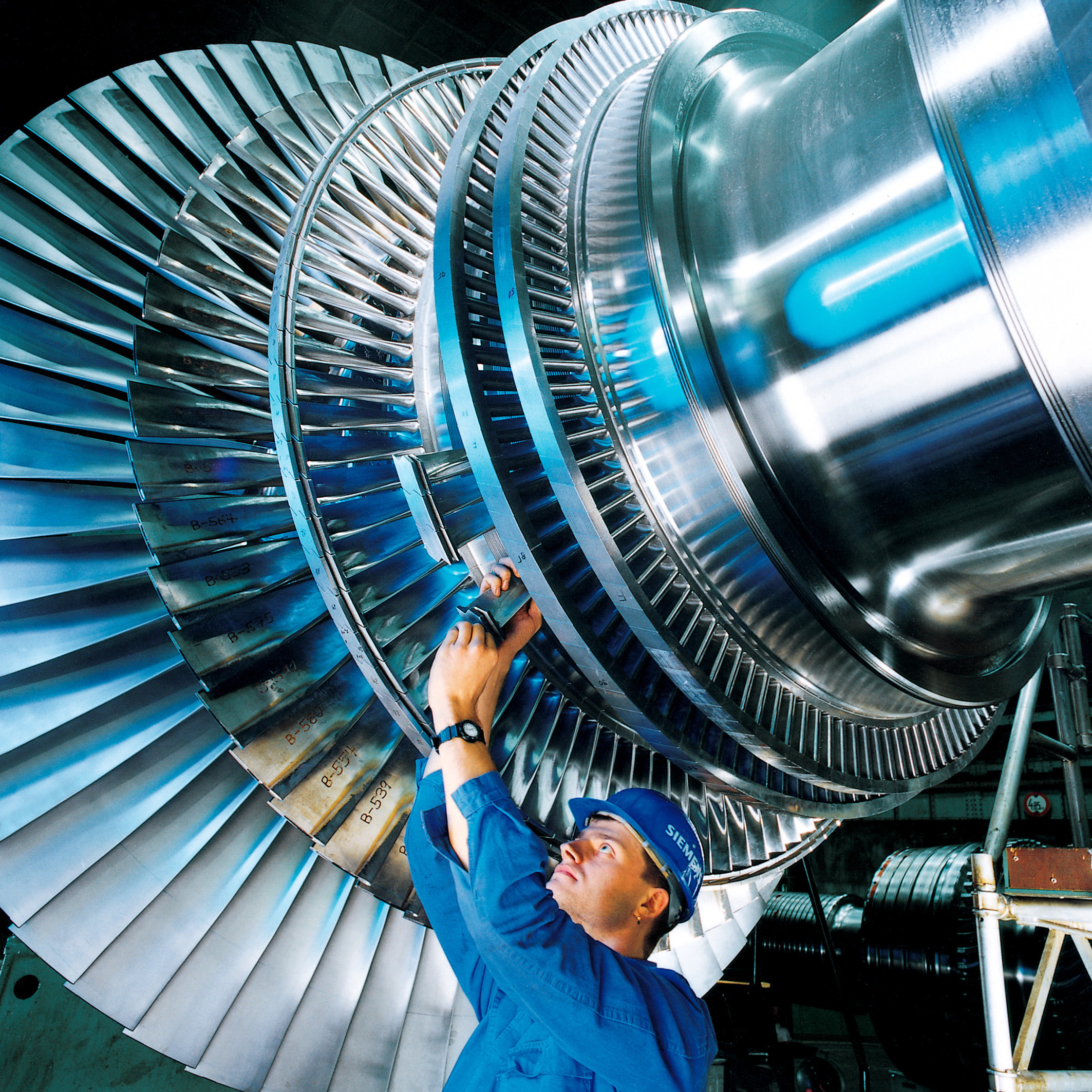
Une turbine Siemens.

Après restructuration, Siemens regroupe à ce jour plus de dix divisions :
- Smart Infrastructures :
  - Solutions intelligentes du bâtiment comportant :
    - La sécurité incendie (détection, action), la sûreté (contrôle d'accès, vidéo-surveillance), les performances énergétiques, l'automatisation du bâtiment (gestion d'énergie et confort), HVAC (chauffage, ventilation, air conditionné)
- Energy Management :
  - Produits, systèmes, solutions et services pour le transport et la distribution d’électricité (basse, moyenne et haute tension, réseaux intelligents)
- Healthineers (activité gérée de façon distincte) :
  - Imagerie médicale, radiothérapie (scanner IRM, échographie, radiologie, radiologie digitale, médecine nucléaire, distribution d'images (PACS), coronarographies, radiologie interventionnelle)
  - Diagnostics de laboratoire (automates d'analyses médicales et réactifs pour analyses de biologie médicale)
  - Prothèses auditives (audioprothèse)
- Process Industries and Drives :
  - Solutions d’automatisation et d’entraînement (moteurs industriels)
- Power Generation Services :
  - Équipements électriques rotatifs pour les industries de l'électrique, du pétrole et du gaz, et de la transformation industrielle
  - Fabrication de moteurs, turbines, servomoteurs
  - Création de générateurs (industriels, éoliennes)
  - Composants d'engrenage, de couplage
- Siemens Mobility :
  - Solutions d'automatisation et électrification des transports ferroviaires
  - Solutions de voitures connectées, gestion du trafic routier, voitures électriques, automatisation de tunnels et parkings
  - Construction de matériel ferroviaire, locomotives, automotrices, wagons, métros…
- Financial Services :
  - Financement et investissement dans des projets d'automatisation, de numérisation et électrification
- Power and Gas :
  - Turbines, générateurs compresseurs
- Wind Power (activité gérée de façon distincte) :
  - Turbines de grande puissance sur les marchés de l'éolien
- Digital Factory :
  - Automatisation de pointe et de solutions logicielles PLM

## Siemens en Suisse
Depuis la vente de la division électricité d'ABB en 2020, Siemens est le plus grand employeur industriel de Suisse.

## Principaux actionnaires
Au 27 novembre 2019 :
| Siemens (famille)                               | 6,45 % |
| Siemens Aktiengesellschaft                      | 4,46 % |
| The Vanguard Group                              | 2,55 % |
| Catella Fondförvaltnin                          | 2,34 % |
| Norges Bank Investment Management               | 1,98 % |
| PRIMECAP Management                             | 1,60 % |
| DWS Investment                                  | 1,42 % |
| Amundi Asset Management (Investment Management) | 1,34 % |
| DWS Investments                                 | 1,28 % |
| BNP Paribas Asset Management                    | 1,21 % |

## Direction de l'entreprise

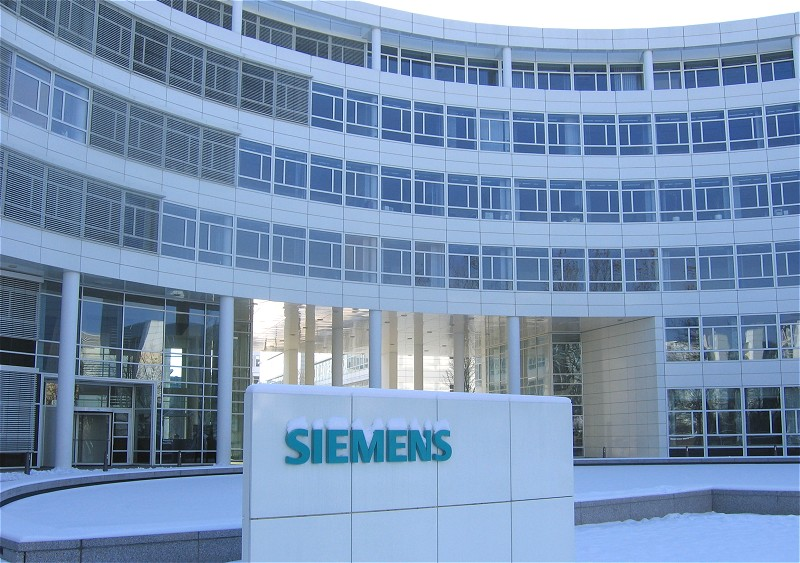
Siemens à Munich.

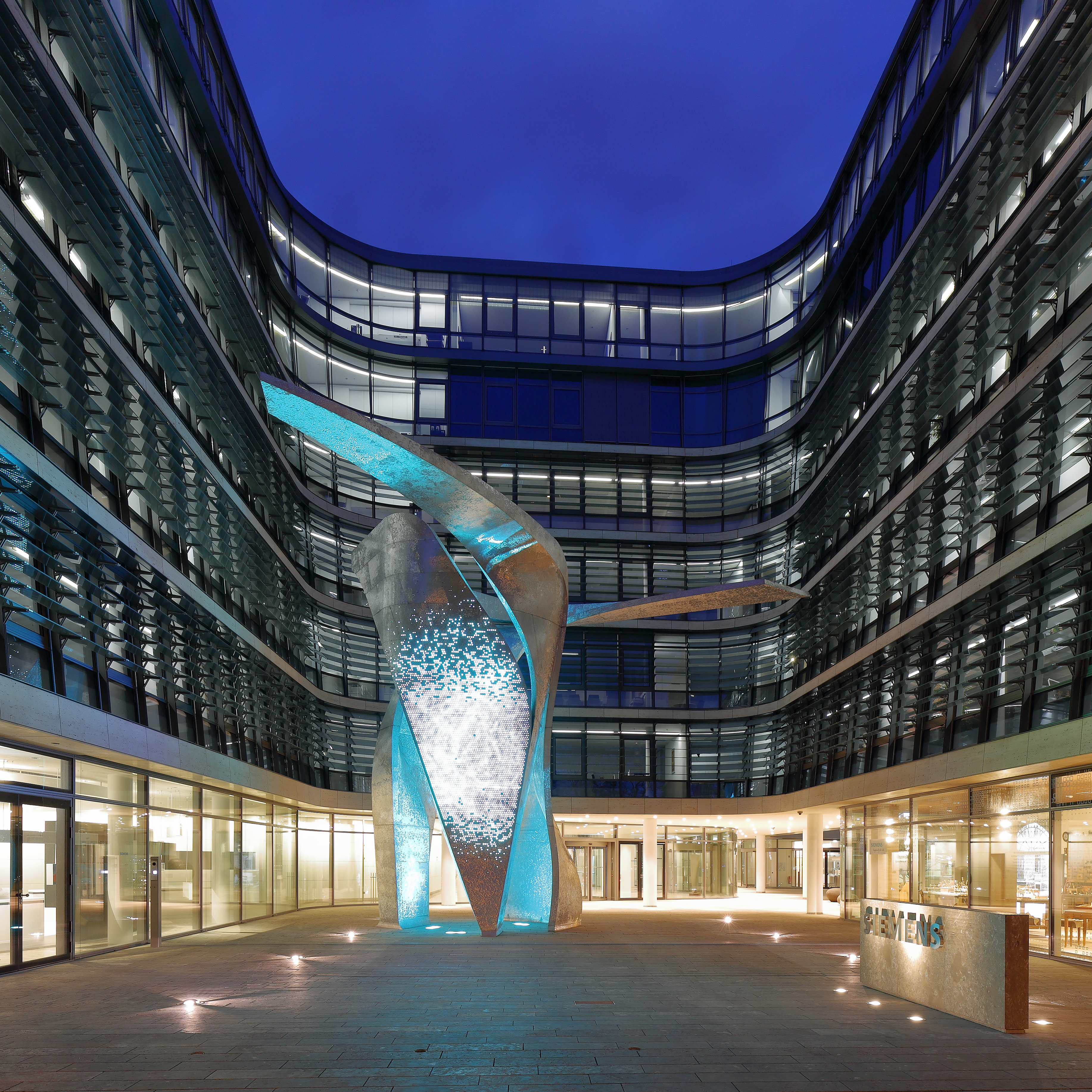
The Wings par le studio de Daniel Libeskind, une installation avec sculpture et lumière érigée en 2016 pour l'immeuble de Siemens. 2016.

- 1847-1890 : Werner von Siemens
- 1890-1919 : Wilhelm von Siemens (en)
- 1919-1941 : Carl Friedrich von Siemens
- 1941-1956 : Hermann von Siemens (en)
- 1956-1968 : Ernst von Siemens (en)
- 1968-1971 : Gerd Tacke (en)
- 1971-1981 : Bernhard Plettner (en)
- 1981-1992 : Karlheinz Kaske (en)
- 1992-2005 : Heinrich von Pierer (en)
- 2005-2007 : Klaus Kleinfeld
- 2007-2013 : Peter Löscher (en)
- 2013-2021 : Joe Kaeser
- 2021- : Roland Busch[88]

### Directoire

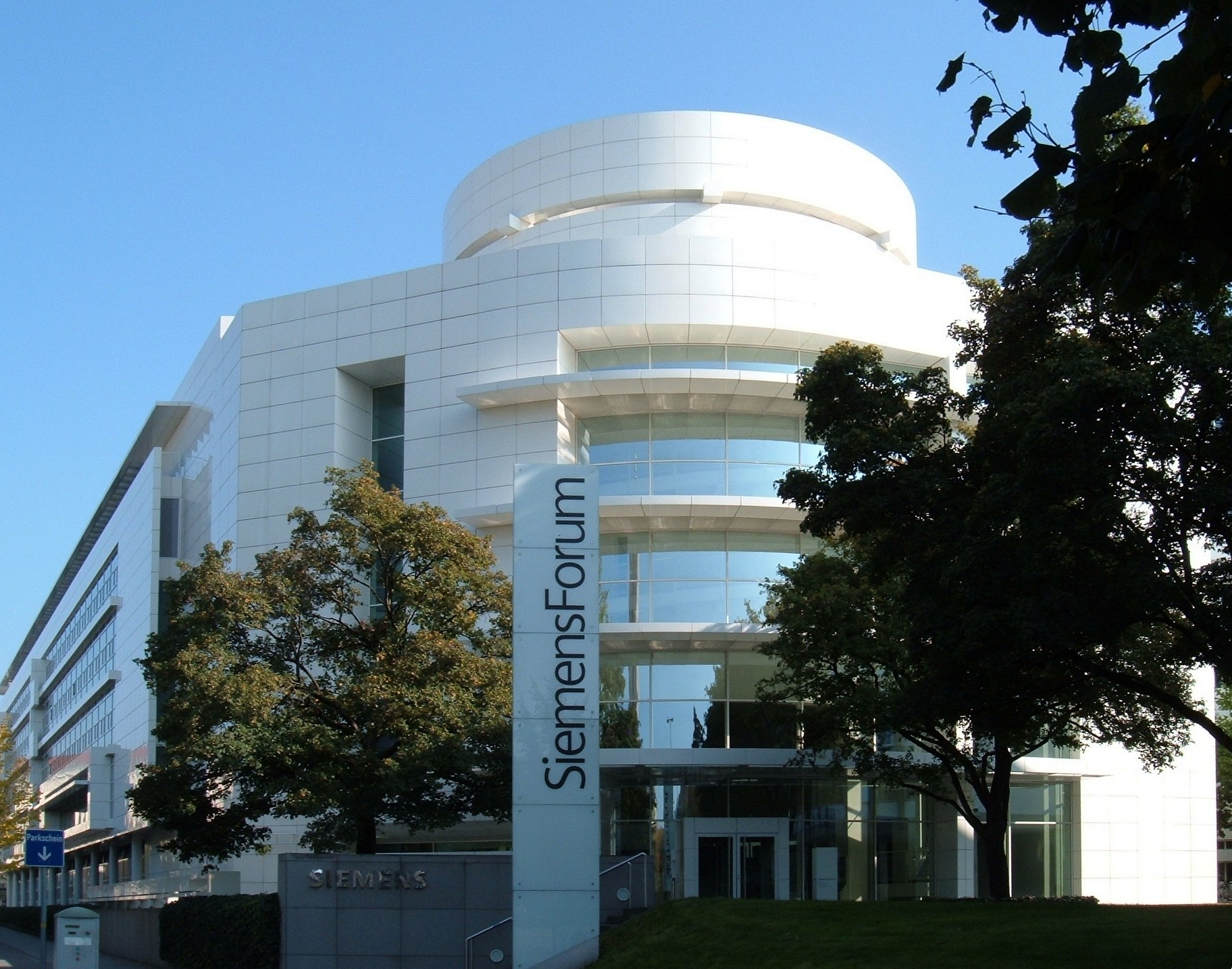
Forum Siemens à Munich.

- Joe Kaeser, président du directoire[89]

## Données financières
| Années                            | 2012 | 2013    | 2014    | 2015    | 2016    | 2017    | 2018    |
| --------------------------------- | ---- | ------- | ------- | ------- | ------- | ------- | ------- |
| Effectif (nombre d'employés)      |      | 348 700 | 344 400 | 348 000 | 351 000 | 377 000 | 379 000 |
| Chiffre d'affaires (Mds €)        | 78,3 | 75,9    | 71,9    | 75,6    | 79,6    | 83      | 83      |
| Résultat net avant impôts (Mds €) | 4,6  | 4,4     | 5,5     | 7,3     | 5,5     | 6,1     |         |
| Résultat net après impôts (Mds €) |      |         |         |         | 5,5     | 6       | 5,8     |
| Résultat d'exploitation           |      |         |         |         |         |         |         |
| Fonds propres                     |      |         |         |         |         |         |         |
| Dettes financières                |      |         |         |         |         |         |         |

## Controverses, polémiques et condamnations

### Affaires de corruption
Fin 2006, un scandale de corruption est révélé à la suite d’une enquête lancée par le parquet de Munich. Il apparaît que Siemens entretient un réseau de caisses noires pour corrompre les partenaires commerciaux et les représentants du personnel. Le 8 novembre 2007, lors de la présentation des résultats annuels pour l’exercice 2006-2007, le patron de Siemens, Peter Löscher, reconnaît l’existence d’une caisse noire d’un montant de 1,3 milliard d’euros. Ce dernier admet que la corruption touche toutes les activités du groupe, dans tous les pays, notamment en Suisse, Italie, Grèce et Chine.
En décembre 2008, Siemens a accepté de payer aux autorités fédérales américaines — via des procédures de plaider-coupable — et allemandes des amendes respectives de 800 millions de dollars et 395 millions d'euros pour des faits de corruption dans plusieurs pays (Irak, Argentine, Venezuela, Bangladesh, etc.). L'entreprise avait versé l'année précédente 201 millions d'euros à la justice allemande pour des faits commis par sa filiale de télécommunications.
L'« affaire Siemens » est perçue comme le plus gros scandale de corruption de l'histoire allemande.

#### Pétrole contre nourriture
Selon les autorités fédérales des États-Unis, quatre filiales de Siemens AG (dont Siemens France et Siemens Turquie) ont, entre 2000 et 2002, dans le cadre du programme« Pétrole contre nourriture » des Nations unies, versé plus d'1,7 million de dollars de pots-de-vin à des responsables gouvernementaux irakiens afin d'obtenir des contrats avec les ministères de l'électricité et du pétrole. Afin que les paiements soient acceptés par les Nations unies, les contrats sous-jacents étaient gonflés de 10% et les dessous de table déclarés comme des commissions versées à des consultants.
Siemens a plaidé coupable pour enfreintes à la législation anti-corruption américaine (Foreign Corrupt Practices Act - FCPA) et reconnu avoir « échoué à mettre en place des contrôles internes anti-corruption suffisants » et « tenté de façon systématique de contourner les procédures de contrôle interne et de falsifier ses registres comptables et ses rapports périodiques ».

#### Marché des cartes nationales d'identité en Argentine
La procédure fédérale américaine relative aux faits de corruption en Argentine concerne le versement de pots-de-vin de dizaines de millions de dollars à des responsables argentins afin que le contrat de création de cartes nationales d'identité, estimé à un milliard de dollars, soit accordé à Siemens. Si le marché a bien été attribué à Siemens en 1998, il a en revanche été annulé par l'Argentine en 2001.
Un ancien directeur de Siemens Business Services a également plaidé coupable pour violation du FCPA auprès d'une cour fédérale de New York pour son rôle dans le schéma de corruption argentin.

#### Marché des télécommunications en Grèce
La justice grecque accuse Siemens d'avoir financé, à la fin des années 1990, des hommes politiques locaux dans le but de décrocher des contrats avec OTE, l'opérateur grec de télécommunications. Des responsables de Siemens ont reconnu le versement de 130 millions de marks en pots-de-vin. Cette affaire concerne principalement deux formations politiques, la Nouvelle Démocratie (ND) et le Pasok, au pouvoir de 1996 à 2004. En 2011, une commission d’enquête parlementaire établit à environ deux milliards d’euros le préjudice pour les finances de la Grèce.
Vingt responsables de Siemens sont condamnés à quinze ans de prison en 2019 pour corruption, puis acquittés en 2022 lors d'un procès en appel, les faits étant prescrits. Leur acquittement a provoqué un scandale dans le pays.

#### Marché de téléphonie mobile au Bangladesh
D'après les documents judiciaires américains, plus de cinq millions de dollars de commissions occultes auraient été versés entre 2001 et 2006 à des responsables publics bangladais afin que Siemens puisse répondre favorablement aux appels d'offres de l'autorité de régulation des télécommunications (Bangladesh Telegraph Telephone Board), à l'occasion de la création d'un réseau national de téléphonie mobile. Les paiements auraient majoritairement été effectués par la filiale de Siemens au Bangladesh par le biais d'intermédiaires indépendants ou d'entités liées à Siemens.

#### Marchés des métropolitains au Venezuela
La filiale vénézuélienne de Siemens a été poursuivie par la justice fédérale américaine pour avoir versé, entre 2001 et 2007, 19 millions de dollars à des hommes politiques vénézuéliens afin d'obtenir les chantiers de construction des métros des villes de Maracaibo et Valencia.

### China Cables
En novembre 2019, l'enquête China Cables, menée par le Consortium international des journalistes d’investigation, questionne la coopération de Siemens avec des entreprises chinoises impliquées dans le programme de surveillance des Ouïghours au Xinjiang,.